# Isolepis inyangensis
Isolepis inyangensis là loài thực vật có hoa trong họ Cói. Loài này được Muasya & Goetgh. mô tả khoa học đầu tiên năm 2002.